# DeWitt (Illinois)
DeWitt falu az USA Illinois államában, DeWitt megyében. Lakosainak száma 160 fő (2020. április 1.).

## Népesség
A település népességének változása:
| Lakosok száma | 188  | 184  | 160  |
|               | 2000 | 2010 | 2020 |